# 페레코프 지협

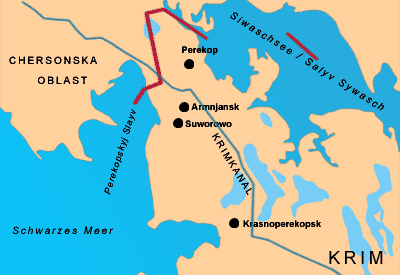
페레코프 지협

페레코프 지협(우크라이나어: Перекопський перешийок, 러시아어: Перекопский перешеек)은 우크라이나 본토와 크림반도를 잇는 지협이다.